# Maniacal Renderings
Maniacal Renderings è il secondo album in studio del gruppo musicale heavy metal statunitense Jon Oliva's Pain, pubblicato nel 2006 dalla AFM Records.

## Il disco
Le versioni
Il CD è uscito in versione standard in jewel case e in due edizioni limitate: in digipack con la traccia bonus Reality's Fool e in formato speciale "tincase" (simile ad un porta sigarette in latta) con l'aggiunta della canzone Only You.
L'album è stato stampato in doppio LP da Nuclear Blast nel 2013.
La musica
Diverse tracce contengono riff scritti da Criss Oliva e riscoperti attraverso vecchie registrazioni, di conseguenza alcune delle composizioni si avvicinano alla musica dei Savatage degli anni ottanta. La prima traccia si ispira infatti alla famosa Hall of the Mountain King e come riportato da Jon Oliva (in una nota libretto del CD) contiene il primo riff di chitarra composto da suo fratello quando aveva solo quattordici anni. Inoltre il brano Still I Pray for You Now e la traccia bonus Reality's Fool contengono parti di chitarra registrate in passato da Criss Oliva.
Lo stile della precedente band del cantante è comunque presente in tutto il disco, anche nei pezzi più teatrali che riportano alla mente album quali Handful of Rain oppure The Wake of Magellan.

## Tracce
1. Through the Eyes of the King – 4:35 (J.Oliva, J.Zahner, M.LaPorte, K.Rothney, C.Kinder)
2. Maniacal Renderings – 7:42 (J.Oliva, C.Oliva, J.Zahner, M.LaPorte, K.Rothney, C.Kinder)
3. The Evil Beside You – 4:46 (J.Oliva, C.Oliva, J.Zahner, K.Rothney)
4. Time to Die – 4:21 (J.Oliva, C.Oliva, M.LaPorte)
5. The Answer – 4:33 (J.Oliva)
6. Push It to the Limit – 3:01 (J.Oliva, K.Rothney)
7. Who's Playing God – 4:16 (J.Oliva)
8. Timeless Flight – 6:49 (J.Oliva, C.Oliva, M.LaPorte)
9. Holes – 5:07 (J.Oliva)
10. End Times – 3:12 (J.Oliva)
11. Still I Pray for You Now – 7:47 (J.Oliva) – (Tony Oliva - chitarra a 12 corde, Anthony Oliva - basso, Criss Oliva - chitarra acustica)
Traccia bonus dell'edizione in digipack
12. Reality's Fool – 11:05 (J.Oliva) – (Criss Oliva - chitarra elettrica)

Traccia bonus dell'edizione in "tincase"
1. Only You – 10:42 (J.Oliva)

## Formazione
- Jon Oliva - voce, tastiera, chitarra
- Matt LaPorte - chitarra
- Shane French - chitarra
- John Zahner - tastiera
- Kevin Rothney - basso
- Chris Kinder - batteria